# Philippi (Virgínia Ocidental)
Philippi é uma cidade localizada no estado norte-americano de Virgínia Ocidental, no Condado de Barbour.

## Demografia
Segundo o censo norte-americano de 2000, a sua população era de 2870 habitantes.
Em 2006, foi estimada uma população de 2826, um decréscimo de 44 (-1.5%).

## Geografia
De acordo com o United States Census Bureau tem uma área de
7,6 km², dos quais 7,4 km² cobertos por terra e 0,2 km² cobertos por água. Philippi localiza-se a aproximadamente 431 m acima do nível do mar.

## Localidades na vizinhança
O diagrama seguinte representa as localidades num raio de 24 km ao redor de Philippi.